# Formazione di un governo
La formazione di un governo, in un sistema parlamentare, è il processo di selezione del primo ministro (in alcuni ordinamenti “Premier”, “Presidente del Consiglio”, “Ministro di Stato”, “Capo del Governo”, “Ministro-Presidente”, “Ministro Capo”, “Cancelliere” o “Presidente del Governo”) e dei membri del gabinetto. Se nessun partito controlla la maggioranza dei seggi, la formazione di un governo può anche comportare la formazione di un governo di coalizione, di rotazione o di minoranza. Questa fase, di solito, si verifica dopo un'elezione, ma può anche verificarsi dopo un voto di sfiducia in un governo esistente.

## Ritardi o fallimenti nella formazione di un governo
La mancata formazione di un governo è un tipo di crisi politica in cui non è possibile concordare una coalizione che controlli la maggioranza dei seggi.
Il processo di formazione del governo a volte può essere lungo. Ad esempio, in seguito alle elezioni federali tedesche del 2013, la Germania ha dovuto attendere 85 giorni di negoziati prima di ottenere un governo stabile, un record nella storia del dopo guerra della nazione. Il risultato è stato il terzo governo Merkel, un'altra grande coalizione guidata da Angela Merkel.

### Belgio
I governi belgi sono in genere governi di coalizione, per via della divisione tra partiti fiamminghi e francofoni del paese. A volte, ciò ha portato a una situazione in cui nessun partito è in grado di formare un governo ma il Parlamento non vota per tornare alle urne. Ciò si è verificato in particolare nel 2010-11, quando il Belgio ha operato senza governo per 541 giorni. Sebbene siano state richieste misure drastiche per risolvere il problema, anche attraverso una spartizione del paese., i servizi governativi non sono stati mai interrotti a causa dell'attuazione di un governo provvisorio e della devoluzione della maggior parte delle funzioni chiave.